# Desmodium teres
Desmodium teres är en ärtväxtart som beskrevs av George Bentham. Desmodium teres ingår i släktet Desmodium och familjen ärtväxter. Inga underarter finns listade i Catalogue of Life.